# Fabryczny (przystanek kolejowy)
Fabryczny (biał. Фабрычны, ros. Фабричный) – przystanek kolejowy w miejscowości Słonim, w rejonie słonimskim, w obwodzie grodzieńskim, na Białorusi.
Przystanek istniał przed II wojną światową (wówczas była to wieś Albertyn).